# FBReader
FBReader е свободна програма за четене на различни формати елктронни книги. Разработена е от руския програмист Николай Пулцин. Впоследствие фирмата му „Геометр Плюс“ развива програмата. Има версии за различни операционни системи и хардуер, включително и редица непопулярни и екзотични устройства.

## Формати
Програмата работи с основните формати използвани за електронни книги:
- epub – с непълна поддъръжка на CSS.
- fb2 – с версии на формата над 2.0 има проблем във възпроизвеждането на таблици.
- html – непълна съвместимост, възможно е колоните в таблица да се показват една под друга.
- txt – възможно е неправилно пренасяне на редовете.
- rtf – непълна съвместимост.
- mobi – чете книги без DRM или специално кодирано компресиране.

Пълен списък на поддържаните формати на сайта на разработчика.
FBReader може да чете книги в поддържаните формати и ако файловете са архивирани в zip, tar, gzip и bzip2. Поддържа десетки кодирания и няма проблем с книгите на кирилица. Книгите може да се организират във виртуални библиотеки през програмата.

## Версии

### Официални
От официалния разработчик има версии за следните системи и устройства:
- Android – основна цел на разработчика. Първоначално версията е наречена FBReaderJ, но сега е просто "FBReader за Android". Програмата има и плъгин тип синтезатор на реч, но на сегашния етап е по скоро демонстрационен, не за крайна употреба.[1]
- Windows
- Linux за x86 архитектура (за системи ползващи пакетна система на Debian има готов пакет).
- Ubuntu базираната операционна система на таблетите SmartQ 5/7 MID.
- Maemo за Nokia 770, N800 и N810.
- Linux дистрибуцията за персоналния дигитален асистент Sharp Zaurus. Първата версия е именно за това устройство.
- Debian базираната дистрибуция за таблета Siemens SIMpad.
- Linux дистрибуцията за плеъра Archos PMA430.
- Pepper Linux (Red Hat базирана дистрибуция) за таблета Pepper Pad.
- Linux дистрибуцията за смартфона Motorola A1200.

В процес на разработка версии за:
- Symbian^1 и Symbian^3
- Meego за Nokia N9 и N950

### Други
Версии на други разработчици
- Linux дистрибуцията за смартфоните Motorola E680i и A780 – автор Ketut P. Kumajaya.
- Mac OS X – автор Станислав Гобунов.[2]
- Linux дистрибуцията за четеца IRex iLiad – автор Adam B.[3]
- FreeBSD – автор Андрей Пантюхин (infofarmer).[4]